# Švitořící korkový dub
Švitořící korkový dub (portugalsky Sobreiro Assobiador) nebo také Monumentální korkový dub (portugalsky Sobreiro Monumental) je solitérní strom druhu dub korkový (Quercus suber) v portugalském Alenteju. Roste ve vesnici Águas de Moura nedaleko Palmely v metropolitní oblasti Lisabonu.
Patří k nejstarším korkovým dubům světa a byl zasazen za vlády Marie I. Portugalské v roce 1783 nebo 1784. Pojmenování Sobreiro Assobiador dostal podle množství ptáků švitořících v jeho koruně. Je také nazývaný Casamenteira (dohazovač), neboť slouží místním obyvatelům jako tradiční místo námluv.
Guinnessova kniha rekordů ho uváděla jako největší korkový dub na světě, ale v roce 2024 ho překonal strom ve francouzském Reynès. Je vysoký 16,2 m, jeho koruna má průměr okolo třiceti metrů a k obejmutí kmene je třeba pěti mužů. Korek se z něj sklízí zhruba jednou za deset let a podle záznamu z roku 1991 poskytl strom naráz více než 1200 kg korku.
V roce 1988 byl strom vyhlášen objektem veřejného zájmu a v roce 2011 ho portugalský parlament prohlásil za národní symbol. V roce 2018 Švitořící korkový dub vyhrál anketu Evropský strom roku. Vedení obce upravilo okolí stromu na odpočinkovou zónu s lavičkami a dětským hřištěm.
V červnu 2000 došlo v oblasti k nelegálnímu kácení stromů na objednávku developerů, místní obyvatelé však strom uhájili.